# Französische Badmintonmeisterschaft 1988
Die Französische Badmintonmeisterschaft 1988 fand in Le Havre statt. Es war die 39. Austragung der nationalen Titelkämpfe im Badminton in Frankreich.

## Titelträger
| Disziplin    | Sieger                            |
| ------------ | --------------------------------- |
| Herreneinzel | Christophe Jeanjean               |
| Dameneinzel  | Elodie Mansuy                     |
| Herrendoppel | Benoît Pitte Christophe Jeanjean  |
| Damendoppel  | Cécilia Brun Fabienne Pichard     |
| Mixed        | Jean-Claude Bertrand Anne Méniane |